# Eduard Thraemer
Eduard Gottfried Thraemer (* 6. Januar 1843 in Dorpat, Russisches Kaiserreich; † 29. März 1916 in Straßburg, Deutsches Reich) war ein deutschbaltischer Klassischer Philologe und Archäologe.

## Leben
Eduard Thraemer, der Sohn des Pädagogen Theodor Thraemer (1809–1859), besuchte ab 1854 das Gymnasium zu Dorpat und studierte anschließend Klassische Philologie, Geschichte, Archäologie und Pädagogik an der Kaiserlichen Universität Dorpat. 1872 legte er das Examen ab, 1876 erlangte er die Magisterwürde. Von 1876 bis 1882 arbeitete er als Oberlehrer für alte Sprachen am Landesgymnasium zu Fellin. Anschließend ging er an die Universität Tübingen, wo er seine Studien vertiefte und 1885 zum Dr. phil. promoviert wurde. 1888 habilitierte er sich an der Universität Straßburg und arbeitete dort als Privatdozent für Klassische Philologie und Archäologie, seit 1895 als außerordentlicher Professor. 1908 trat er in den Ruhestand.
Bereits während seiner Studienzeit in Dorpat beschäftigte sich Thraemer intensiv mit der griechischen Plastik, besonders mit der pergamenischen Bildhauerschule. Sein Hauptwerk ist die Monografie Pergamos (Leipzig 1888), in der er die Frühgeschichte Kleinasiens und Griechenlands aus der Mythologie rekonstruierte. Es wurde von Konrad Seeliger im Literarischen Centralblatt für Deutschland (1890) rezensiert, der die „unverwüstliche Kombinationsgabe“ des Verfassers lobte.
Gemeinsam mit Fritz Baumgarten übersetzte Thraemer die Geschichte der griechischen Plastik von Maxime Collignon ins Deutsche. Die Übersetzung erschien in zwei Bänden (Straßburg 1897–1898), von denen Thraemer den ersten, Baumgarten den zweiten erstellt hatte.
Während seiner Zeit in Straßburg beschäftigte sich Thraemer auch mit der römischen Geschichte der Stadt. Er vertrat die These, dass Straßburg der Ort des römischen Kastells Argentoratum sei. 1892 veröffentlichte er einen Aufsatz über die verschollene Bibliothek Iwans des Schrecklichen, die in Moskau für einiges Aufsehen sorgte. Thraemer war bei der Untersuchung einer ursprünglich aus Moskau stammenden Handschrift der Homerischen Hymnen in Leiden auf das Thema gestoßen und hatte selbst in Moskau nach alten  Handschriften über antike Autoren gesucht, die möglicherweise in der Renaissance dorthin gelangt waren (ohne Erfolg).
Thraemer war Ehrenmitglied des Philologisch-Historischen Vereins Straßburg im Naumburger Kartellverband.

## Veröffentlichungen (Auswahl)
- Auf der Suche nach der Bibliothek Iwans des Schrecklichen. Ein Reisebericht. In: Allgemeine Zeitung, Beilage, 1892, Heft 1, S. 4–7; Heft 2, S. 1–4; Heft 3, S. 3–5.